# Ilona Andrássy
Ilona Andrássy de Csíkszentkirály und Krasznahorka (* 22. Mai 1886 in Tőketerebes, Oberungarn; † 21. August 1967 in Peterborough, Kanada) war eine ungarische Gräfin und Krankenpflegerin des Ersten Weltkrieges.

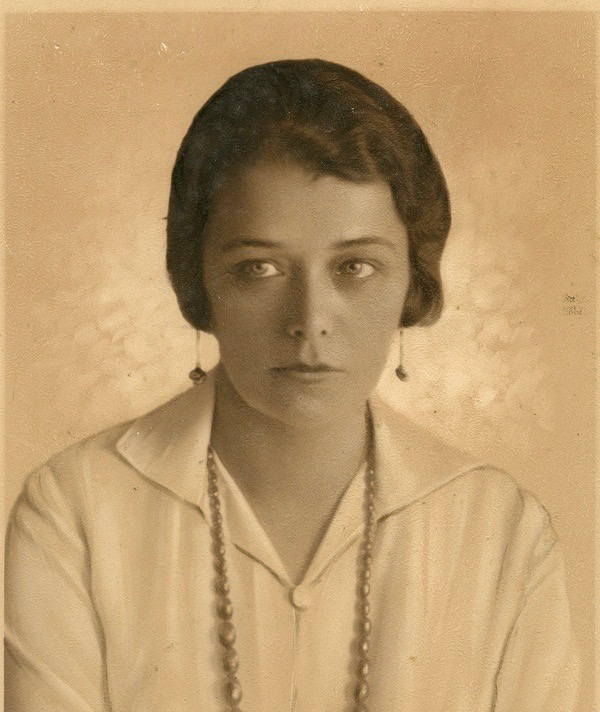
Ilona Andrássy (um 1906)

## Leben
Ilona Andrássy war die älteste Tochter des Grafen Tivadar Andrássy (1857–1905) und dessen Ehefrau, der Gräfin Eleonore Maria Rudolphine Zichy (1867–1945). Ilona war die Enkelin des bekannten ungarischen Politikers Gyula Andrássy, der den Posten des Außenministers in Österreich-Ungarn innehatte. Innerhalb der Familie hatte sie den Kosenamen „Iloncsi“. Sie wuchs im Familienschloss der Andrássys in Tőketerebes (Trebischau) auf. Mit Hilfe ausländischer Erzieher erhielt sie eine standesgemäße Erziehung, sie wurde in Fremdsprachen (Deutsch, Englisch und Französisch) unterrichtet und erhielt eine ausgezeichnete Allgemeinbildung. Ihre Leidenschaft war jedoch die Literatur. Ihr ganzes Leben lang gehörte das Schreiben zu ihren Lieblingsbeschäftigungen. Ilona schrieb viel, Briefe an die Familie und Freunde, kurze literarische Abhandlungen und sie führte regelmäßig Tagebuch. Bereits 1933 erschien ihr Gedichtband Adósom vagy Élet (dt. „Das Leben mein Schuldner“).
Nach dem Tode des Vaters heiratete die Mutter ihren Schwager Gyula Andrássy (den Jüngeren), der für Ilona und ihre drei jüngeren Schwestern die Rolle des Pflegevaters und gesetzlichen Vormunds übernahm. Am 23. Januar 1909 heiratete Ilona in der Matthiaskirche zu Budapest den Fürsten Paul Esterházy (1883–1915). Es handelte sich um eine ausgesprochene Liebesheirat. Zwischen 1909 und 1915 lebte das Paar im Esterházy-Schloss in Pápa (Poppa) sowie auf einem Landgut der Esterházy in Pápáteszér im Komitat Veszprém. Die Ehe dauerte jedoch nicht lange, da Paul am 26. Juni 1915 an der Ostfront bei Dziewietniki in Galizien fiel. Seine sterblichen Überreste wurden nach Ungarn überführt und im Esterházy-Mausoleum in Ganna, nahe Pápa, beigesetzt. Die Ehe mit Paul Esterházy blieb kinderlos, da der Ehemann vermutlich zeugungsunfähig war.
Nachdem ihr Mann Paul Esterházy in den Krieg gezogen war, meldete auch Ilona sich freiwillig als Rotkreuz-Schwester an die Front, wo sie sich aufopfernd um verwundete Soldaten kümmerte. Als Beispiel diente ihr Florence Nightingale. Von ihr übernahm sie auch viele Praktiken in der Krankenpflege. Der damaligen Regelung entsprechend war es Frauen verboten, gleich hinter der ersten Frontlinie Dienst zu tun. Sie reiste nach Wien und erwirkte bei der Generalität, dass diese Regelung aufgehoben wurde und Frauen auch als Sanitäterinnen unmittelbar an der Front Dienst tun durften. Ilona wurde an die italienische Front, in den sogenannten Gebirgskrieg, beordert. Unterwegs dorthin erfuhr sie, dass ihr Mann gefallen war.
Anfang 1917 kehrte sie von der Front zu einem Urlaubsaufenthalt nach Budapest zurück. Trotz der Trauer um ihren ersten Ehemann ging sie am 17. Februar 1917 mit Jozsef Graf Cziráky de Dénesfalva (1883–1960) eine zweite Ehe ein. Jozsef Cziráky war ein guter Freund ihres Mannes gewesen.
Aus dieser Ehe gingen drei Söhne hervor:
- Nikolaus Gyula Ludwig Friedrich (1918–1944)[3] ⚭ Ilona Maria Gräfin Esterházy de Galántha (* 17. Mai 1921)
- Paul Georg Béla (* 14. August 1919) ⚭ Maria Erzsébet Andrássy (* 29. Oktober 1921)
- Béla Joseph Karl (1921–18. März 1986) ⚭ 1. Jill Tweedie (1932–1993), 2. Elisabeth Riess

In der Zeit der Ungarischen Räterepublik wurde das Ehepaar verfolgt und eingekerkert, ihrem Mann drohte die Todesstrafe. Bekannte des Paares konnten einen Funktionär dieses Regimes, Tibor Szamuely, dazu bewegen, sie wieder freizulassen. Danach zog sich das Ehepaar auf das Schloss Czirák bei Dénesfa zurück, einer kleinen Ortschaft in der Nähe von Kapuvár im heutigen Komitat Győr-Moson-Sopron, mit 362 Einwohnern (2015).
Im Jahre 1920 wurde József Cziráky zum Obergespan des Komitates Eisenburg ernannt. József war ein Legitimist und glühender Anhänger der Habsburgermonarchie. Er war auch an dem Rückkehrversuch des ehemaligen Kaisers Karl I. (zugleich als Karl IV. König von Ungarn) im Oktober 1921 beteiligt. Nachdem der Restaurierungsversuch Karls gescheitert war, wurde Jozsef seines Postens enthoben und zog sich gänzlich in das Privatleben zurück. In Dénesfa erreichte sie auch der Zweite Weltkrieg.
Nach der kommunistischen Machtübernahme und Gründung der Volksrepublik Ungarn, wurden auch die Czirákys aus ihrem Herrengut vertrieben, ihr gesamter Besitz wurde enteignet. Im Cziráky-Schloss – das vorher geplündert worden war – wurde im Jahre 1949 eine psychiatrische Heilanstalt eingerichtet. Dem Ehepaar wurde anfangs in der Ortschaft ein fremdes Haus zugewiesen. Auch von dort wurden sie vertrieben; letztlich fanden sie bei ihrem ehemaligen Dienstmädchen Unterschlupf, das dem Ehepaar ein Zimmer ihrer eigenen Zweizimmerwohnung zur Verfügung stellte. Im Jahre 1951 wurde Ilona – wegen „Lebensmittelhortung“ (und „Schädigung des Volkseigentums“) – verhaftet und eingekerkert. Die beiden jüngeren Söhne Paul und Béla flüchteten in den Westen, bevor der Eiserne Vorhang diesen Weg unmöglich machte. Sie fanden in Kanada eine neue Heimat. Das inzwischen alt gewordene Ehepaar blieb in Dénesfa, wo sie unter ärmlichen Umständen ihren Lebensabend verbrachten und Repressalien der kommunistischen Staatsmacht ausgesetzt waren. Ilonas Mann József Graf Cziráky starb am 11. August 1960 völlig verarmt und mittellos in den Armen seiner Frau in einem Krankenhaus in Győr (Raab). Er wurde auf dem Dorffriedhof von Dénesfa bestattet, da man nicht gestattete, ihn in der Familiengruft der Czirákys beizusetzen.
Nach dem Tode ihres Mannes übersiedelte Ilona Andrássy auf Drängen ihrer Söhne im Jahre 1961 nach Kanada. Die letzten drei Jahre ihres Lebens verbrachte sie in geistiger Umnachtung in einem Alten- und Pflegeheim in Peterborough, Provinz Ontario, wo sie am 21. August 1967 starb. Einige ihrer Nachkommen leben auch heute noch in der Gegend von Montreal.

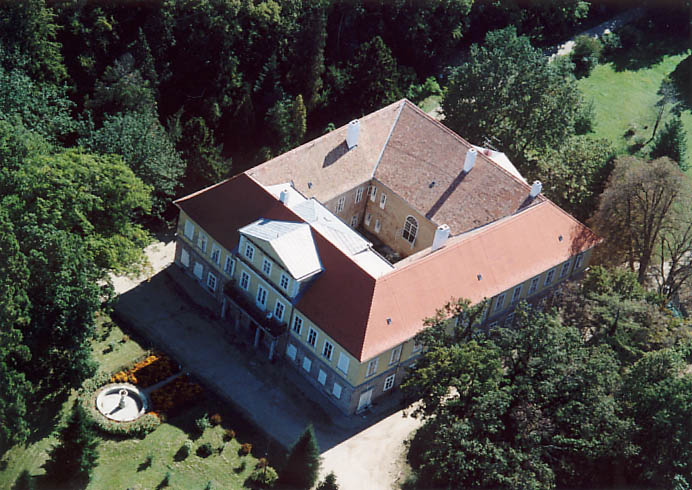
Das Cziráky-Schloss in Dénesfa (Luftaufnahme)

## Nachwelt
Das Cziráky-Schloss in Dénesfa diente ab 1949 als Anstalt für psychisch Gestörte. Als im Jahre 1971 Restaurierungsarbeiten am Schloss durchgeführt wurden, stießen Bauarbeiter auf einen zugemauerten Hohlraum. Als sie die Wand öffneten, stießen sie auf vier große Holzkisten. In drei der Kisten fanden sie das Familiensilber der Czirákys und wertvolles Porzellan vor. Die einzelnen Stücke waren säuberlich in Zeitungspapier aus dem Jahr 1948 verpackt. Die vierte Kiste war gefüllt mit teilweise verschimmelten Schriftstücken der Czirákys; darunter fand man auch das Tagebuch von Ilona. Dieser Fund löste in der Fachwelt eine Sensation aus.
Die Fachwelt nahm sich des Nachlasses an. Vor allem löste das Tagebuch – das noch aus der Zeit der Habsburgermonarchie stammte und auch Eintragungen aus der Zeit des Ersten Weltkriegs enthielt – großes Interesse der Historiker aus. Der Museologe des Flóris-Rómer-Museums in Győr, Lajos Kovács, arbeitete das Material wissenschaftlich auf und legte das Tagebuch im Jahre 2014 in Buchform vor. Der Titel des Buchs Mindennek vége! lautet deutsch übersetzt „Alles ist zu Ende!“.
Der Nachlass von Ilona Andrássy befindet sich heute im Flóris-Rómer-Museums in Győr, das im Jahre 2014 zu Ehren von Ilona Andrássy eine Sonderausstellung eröffnete.
Postum wurde ihr 2022 vom polnischen Präsidenten Andrzej Duda die Virtus-et-Fraternitas-Medaille für ihre Verdienste um die zu Beginn des Zweiten Weltkriegs aus dem besetzten Polen geflüchteten Soldaten und Zivilisten verliehen.